# Banda (Blasmusik)

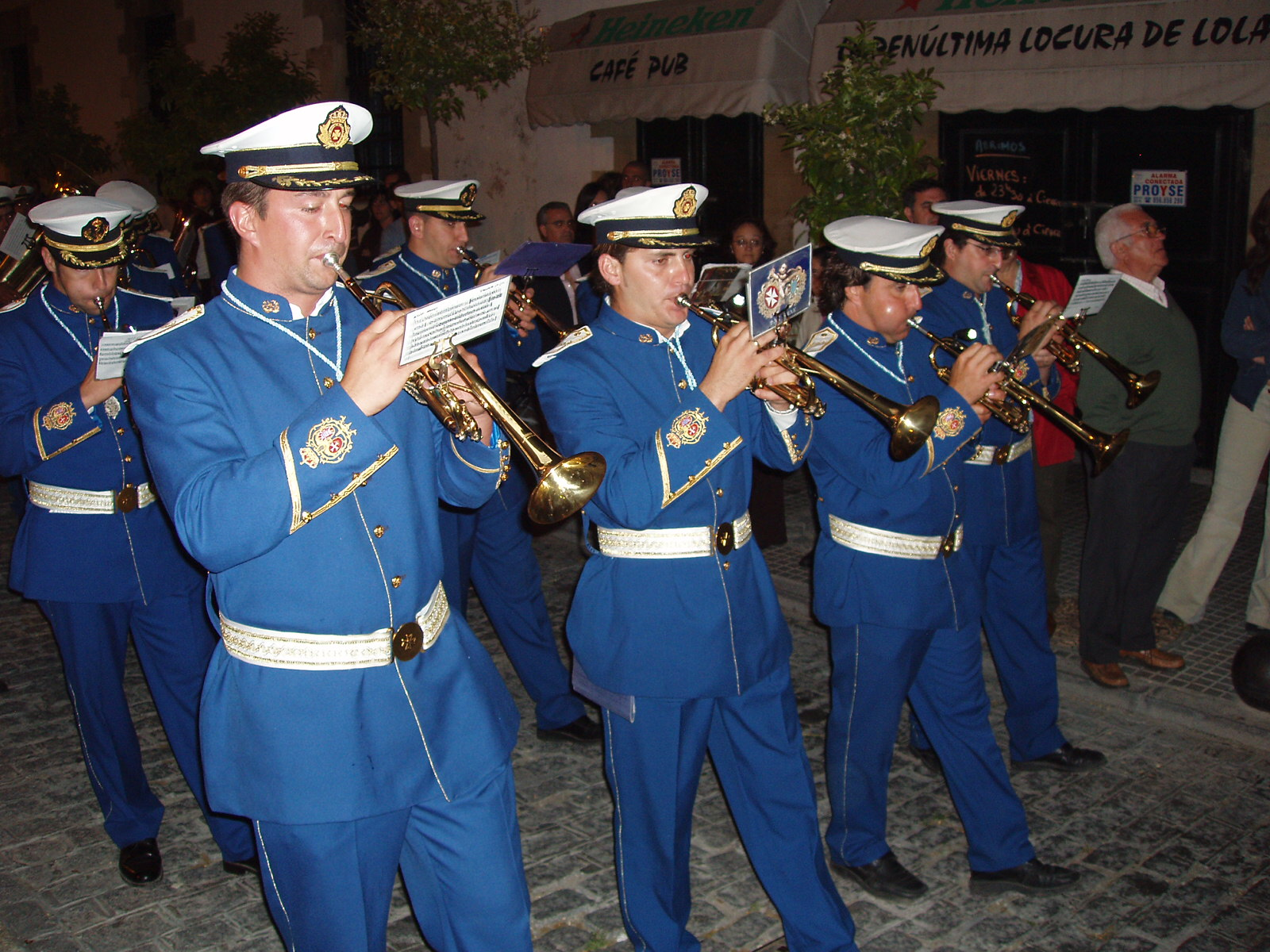
Eine spanische Banda municipal

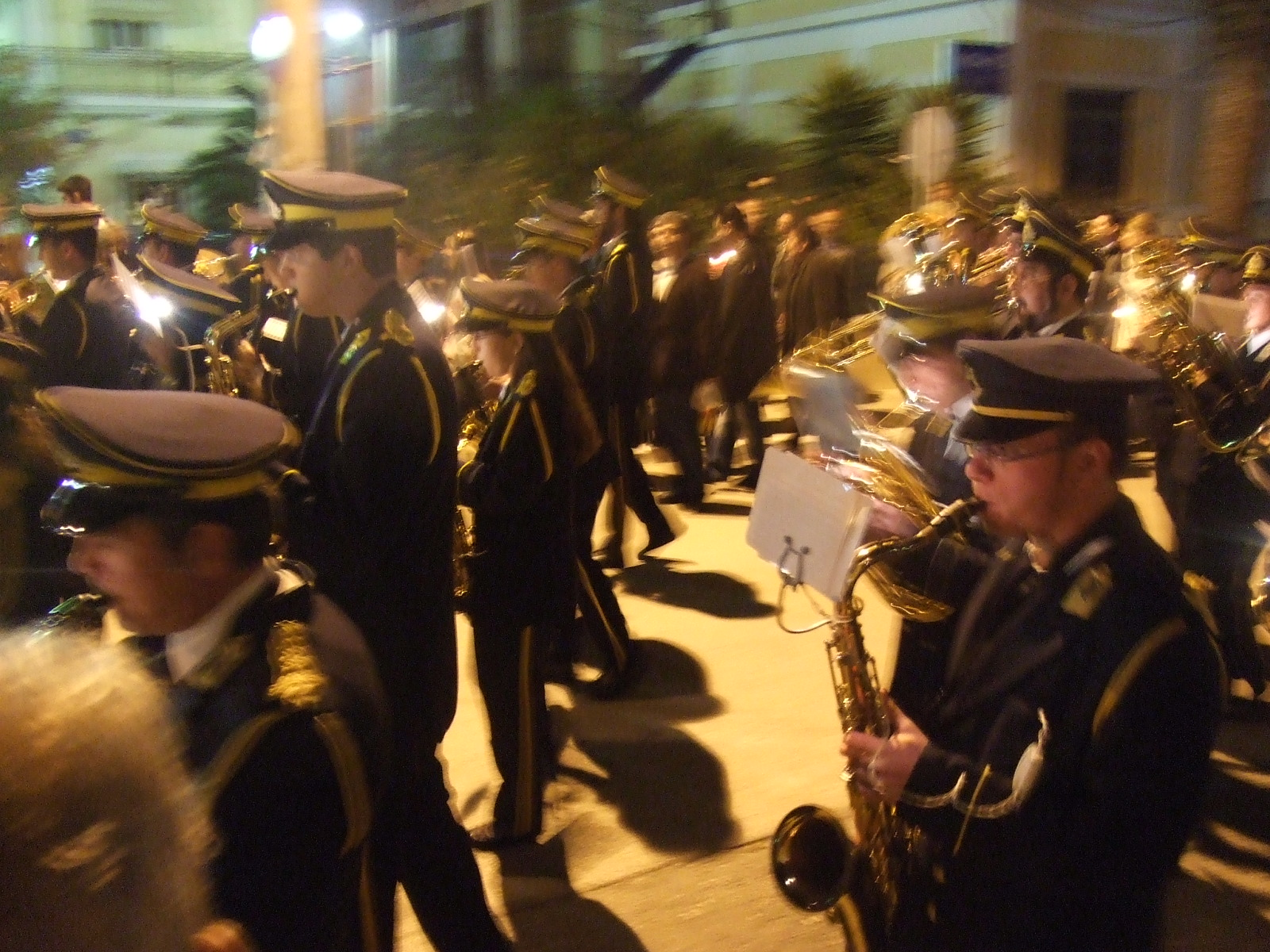
Eine griechische Banda, zu Ostern

Banda bedeutet auf Italienisch und auf Spanisch Musikkapelle oder im engeren Sinn Blaskapelle.
Blaskapellen mit diesem Namen bestehen in Italien und Spanien vor allem aus Klarinetten, Flöten, Trompeten, Posaunen, Tuben und Schlagwerk; Saxophone und weitere Holzblasinstrumente kommen bedingt zum Einsatz (insbesondere wenn es sich um sinfonische Blasorchester handelt). Die Ensembles rekrutieren sich in der Regel aus einem Ort und spielen in dessen Musik- und Festleben eine Rolle. So sind die Bandas für die Umrahmung der kirchlichen Prozessionen ebenso zuständig wie für öffentliche Aufführungen von Konzertmusik. Auch die Ausbildung des musikalischen Nachwuchses läuft im Wesentlichen über die Bandas.
Daneben bezeichnet das Wort auch verschiedene Genres der Blasmusik, mithin das Repertoire dieser Kapellen.

## Die Banda in der italienischen Oper
In der italienischen Oper des 18./19. Jahrhunderts erscheint in der Partitur oft eine „Banda“ als Bühnenmusik, zum Beispiel in La gazza ladra von Gioachino Rossini. Oft ist die Banda auf zwei Notensystemen ähnlich wie ein Klavierinstrument notiert. Das bedeutet, dass man diese Musik an jedem Aufführungsort der Oper für die örtliche Blaskapelle instrumentierte, die dann auf der Bühne erschien. Über die geeignete Zusammensetzung der Banda in modernen Aufführungen gehen die Meinungen auseinander.

## Mexikanische Banda
Die „Banda“ ist außerdem ein Genre der mexikanischen Populärmusik.
Die Stücke dieses Genres zeichnen sich durch ihre Instrumentalisierung aus, insbesondere durch die von der Tuba vorgegebene Basslinie und den Einsatz von (Blech-)Blasinstrumenten. Im Unterschied zur südamerikanischen Blasmusik, die den Bigband-Klang bevorzugt, hat die mexikanische Banda einen eher südeuropäisch-volkstümlichen Blasmusikklang behalten.
Typisch für die „Banda sinaloense“ ist der in der nordmexikanischen Musik beliebte 2/4-Takt der Polka, allerdings können auch andere Rhythmen, wie Cumbias, Boleros oder generell Corridos, im Stil der Banda interpretiert werden.
Durch die steigende Beliebtheit des Genres in den letzten Jahren sind eine Reihe von mexikanischen Popmusik-Künstlern dazu übergegangen, ihre Hits in Banda-Versionen neu einzuspielen (z. B. Thalía: Grandes Exitos con Banda, 2001), gleichzeitig interpretieren Banda-Größen mexikanische Pop-Klassiker neu (z. B. La Banda el Recodo – Tributo a Juan Gabriel, 1997).

## Griechische Banda
Die „Banda“ bezeichnet eine Musikkapelle, häufig auf den Ionischen Inseln in der italisch inspirierten Ionischen Schule. Sie muss nicht zwingend nur aus Bläsern bestehen und ist eine mobile Kapelle des Konservatoriums, die nicht zwingend deckungsgleich ist mit der des Orchesters.